# Сеес Нотебоом
Сеес Нотебоом (на нидерландски: Cees Nooteboom) (с пълно име Корнелис Йоханес Якобюс Мария „Сеес“ Нотебоом) е нидерландски писател, автор на романи, стихотворения, есета, пиеси, пътеписи и литературна критика

## Биография
Сеес Нотебоом е роден на 31 юли 1933 г. в Хага, Нидерландия. Баща му загива през 1945 г. в края на войната при британските бомбардировки на окупирания от Германия град. Майка му се омъжва повторно през 1948 г. и под въздействие на втория си баща, ревностен католик, момчето учи в манастирски училища на Францисканския орден във Вернай и на Августинския орден в Айндховен. Завършва гимназиалното си образование в Утрехт.
От 1950 г. Нотебоом служи в банка в Хилверсюм и се издържа от случайна работа. След 1953 г. пътува много из Европа, често на автостоп. Тези пътувания вдъхновяват първия му роман „Филип и другите“ (Philip en de anderen) (1955), за който получава наградата Ане Франк (1957). Изучават го в училище и писателят става известен в Нидерландия и в Германия.
През 1957 г. Нотебоом постъпва като младши моряк на кораб в Карибите, за да припечели пари и стигне до Суринам, където се среща с бащата на годеницата си Фани Лихтфелд и иска ръката ѝ. Двамата се женят против волята му, но през 1964 г. се разделят. Преживяванията от това пътуване намират израз в разказите на Нотебоом „Влюбеният пленник“ (De verliefde gevangene) (1958).
След дългогодишна работа като журналист Нотебоом прави истински литературен пробив с романа си „Ритуали“ (Rituelen) (1980), който му донася международна известност и е преведен на 15 езика.
Творчеството на Сеес Нотебоом е особено ценено в Германия, където са издадени повечето от негови книги. През 90-те години дори е предложен за Нобелова награда от видните немски литературни критици Марсел Райх-Раницки и Рюдигер Сафрански.

### Романи и новели
- Philip en de anderen (1955)
- De ridder is gestorven (1963)
- Rituelen (1980)
Ритуали, изд.: ИК Колибри, София (2008), прев. Анета Данчева-Манолова
- Een lied van schijn en wezen (1981)
Песен за заблудата и истината, изд. ПИК, Велико Търново (2003), прев. Багрелия Борисова
- In Nederland (1984)
- Het volgende verhaal (1991)
- Allerzielen (1998)
- Paradijs Verloren (2004)
- ’s Nachts komen de vossen (2009)

### Стихотворения
- De doden zoeken een huis (1956)
- Koude gedichten (1959)
- Het zwarte gedicht (1960)
- Gesloten gedichten (1964)
- Gemaakte gedichten (1970)
- Open als een schelp – dicht als een steen (1978)
- Aas. Gedichten (1982)
- Het landschap verteld. Paesaggi narrati (1982)
- Vuurtijd, ijstijd. Gedichten 1955 – 1983 (1984)
- Het gezicht van het oog (1989)
- Water, aarde, vuur, lucht (1991)
- Zo kon het zijn (1999)
- Bitterzoet, honderd gedichten van vroeger en zeventien nieuwe (2000)
- Die schlafenden Götter / Sueños y otras mentiras (2005)
- Mönchsauge (2018)

### Пътеписи и разкази
- De verliefde gevangene (1958)
- Een middag in Bruay. Reisverslagen (1963)
- Een nacht in Tunesië (1965)
- Een ochtend in Bahia (1968)
- Bitter Bolivia. Maanland Mali (1971)
- Een avond in Isfahan (1978)
- Voorbije passages (1981)
- Mosukei! een liefdesverhaal (1982)
- De Boeddha achter de schutting. Aan de oever van de Chaophraya (1986)
- De omweg naar Santiago (1992).
- Van de lente de dauw. Oosterse reizen (1995)
- Terugkeer naar Berlijn (1997)
- Nootebooms Hotel (2000)
- Die Dame mit dem Einhorn. Europäische Reisen (2000)
- Die Insel, das Land. Geschichten aus Spanien (2002)
- Roter Regen. Leichte Geschichten (2007)
- Auf der anderen Wange der Erde. Die Amerikas: Reisen in den Amerikas (2008)
- Schiffstagebuch: Ein Buch von fernen Reisen (2011)
- Briefe an Poseidon (2012)
- Venezianische Vignetten (2013)[2]
- Reisen zu Hieronymus Bosch. Eine düstere Vorahnung (2016)[3]

### Есета и репортажи
- Nooit gebouwd Nederland (1980)
- Berlijnse notities (1990)
- De ontvoering van Europa (1993)
- Zelfportret van een ander. Dromen van het eiland en de stad van vroeger (1993)
- Paris, Mai 1968 (2003)

### Пиеси
- De zwanen van de Theems (1959)

## Признание

### Награди
- 1957: Anne-Frank-Preis für Das Paradies ist nebenan
- 1969: Prijs voor de Dagbladjournalistiek
- 1978: Jan-Campert-Preis
- 1981: F. Bordewijkpreis für Rituale
- 1982: Mobil Oil Pegasus Literaturpreis für Rituale
- 1982: Cestoda-prijs
- 1985: Multatuli-Preis für In den niederländischen Bergen
- 1991: Literaturpreis zum 3. Oktober für Berliner Notizen
- 1992: Constantijn-Huygens-Preis für das Gesamtwerk
- 1993: Europäischer Literaturpreis Prix Aristeion für Die folgende Geschichte
- 1993: „Награда Хуго Бал“ за пътеписи, есета и поезия
- 2000: Internationaler Compostela-Preis für Der Umweg nach Santiago
- 2001: Karlsmedaille für europäische Medien
- 2003: „Ханзейска награда Гьоте“ за цялостно творчество
- 2003: „Австрийска държавна награда за европейска литература“
- 2004: P.C. Hooft-prijs für das Gesamtwerk
- 2009: Prijs der Nederlandse Letteren für das Gesamtwerk
- 2010: Gouden Uil für ´s Nachts komen de vossen
- 2010: „Литературна награда на Фондация „Конрад Аденауер““[4]
- 2018: „Награда Хорст Бинек за поезия“

### Почести
- 1991: Кавалер на френския „Орден на почетния легион“
- 1992: Кавалер на немския „Федерален орден за заслуги“
- 1992: Член на Академията на изкуствата, Берлин
- 1996: Член на Баварската академия за изящни изкуства
- 1997: Почетен член на Американската асоциация на съвременния език
- 1998: Почетен доктор на Католическия университет в Брюксел
- 2008: Почетен доктор на Свободния университет в Берлин